# Makrurozaur
Makrurozaur (Macrurosaurus semnus) – czworonożny, roślinożerny zauropod z grupy tytanozaurów (Titanosauria).
Znaczenie jego nazwy - jaszczur długoogonowy
Żył w okresie wczesnej kredy (ok. 130-110 mln lat temu) na terenach Europy. Długość ciała ok. 12 m. Jego szczątki znaleziono w Anglii.
Dinozaur ten został opisany jedynie na podstawie znalezionych jego kręgów ogonowych.